# Myrteta luteifrons
Myrteta luteifrons är en fjärilsart som beskrevs av Swinhoe. Myrteta luteifrons ingår i släktet Myrteta och familjen mätare. Inga underarter finns listade i Catalogue of Life.